# Jack Pierce (athlétisme)
Pour les articles homonymes, voir Jack Pierce et Pierce.
Jack Pierce, né le 23 septembre 1962 à Cherry Hill, est un ancien athlète américain spécialiste du 110 mètres haies qui a remporté une médaille aux Jeux olympiques et deux médailles lors des Championnats du monde.

## Biographie
Pour sa première compétition internationale officielle, les Championnats du monde de Rome en 1987, Jack Pierce termine au pied du podium de la finale du 110 mètres haies. Il obtient sa première médaille quatre ans plus tard, lors des Mondiaux de Tokyo en 1991, terminant avec le même temps que son compatriote Greg Foster (13 s 06), mais départagé au millième de seconde par les officiels. L'année suivante, il décroche la médaille de bronze des Jeux olympiques de Barcelone où il est devancé par Mark McKoy et Tony Dees. Il termine également à la troisième place  de la finale des Championnats du monde 1993 de Stuttgart, derrière les Britanniques Colin Jackson, auteur d'un nouveau record du monde (12 s 91), et Tony Jarrett.

## Palmarès

### Jeux olympiques
- Jeux olympiques d'été de 1992 à Barcelone :
  -  Médaille de bronze du 110 mètres haies

### Championnats du monde
- Championnats du monde 1991 à Tokyo :
  -  Médaille d'argent du 110 mètres haies
- Championnats du monde 1993 à Stuttgart :
  -  Médaille de bronze du 110 mètres haies